# خلية شبكية
الخلية الشبكية هي خلية دم حمراء غير مكتملة النمو. تتكون الخلايا الشبكية وتنمو في نقي العظم خلال عملية تكوّن الكريات الحمر وتطرح إلى الدوران الدموي لتتم نضجها بعد حوالي اليوم إلى كرية حمراء فعالة وظيفياً. سميت بالشبكية نسبة إلى البنية الشبكية المكونة من الحمض النووي الريبوزي (الريبوسومي) بداخلها والذي تتم مشاهدة تحت المجهر عند صبغ هذه الخلايا بصباغ رومانوفسكي أو صباغ أزرق الميثيلين. وهي تشبه كرية الدم الحمراء في كونها عديمة النواة.

## الأهمية السريرية

### أهمية تعدادها في الدم
تكمن أهمية تعداد الخلايا الشبكية في تحديد مستوى نشاط نقي العظم وقدرته على تجديد وإنتاج الخلايا السليمة. إن نسبة الكريات الشبكية في عينة دموية تعتمد في المقام الأول على الحالة الفيزيولوجية للشخص لكنها تقع عادة بين 0.5% إلى 2.5% عند البالغين و 2% إلى 6% عند الأطفال و اليافعين. يعتبر ارتفاع تعداد الخلايا الشبكية عن معدلاتها في حالات فقر الدم الحاد أو المزمن مؤشراً على سلامة نقي العظم وقدرته على تعويض النقص من الكريات الحمراء عبر زيادة تصنيعها وطرحها في مجرى الدم. كما عند المرضى المصابين بآفات فقر الدم الإنحلالية حيث نلحظ نقصاً في كمية الكريات الحمر مع ارتفاع عدد الخلايا الشبكية. وهي حالة تسمى بكثرة الشبكيات.
ينخفض تعدادها في حالات عدة منها:
- فقر الدم اللاتنسجي.
- فقر الدم الخبيث.
- خباثات نقي العظم.
- عوز بعض الفيتامينات والمعادن اللازمة في تصنيع الكريات الحمر (الحديد، فيتامين ب12، حمض الفوليك).
- خلل في إنتاج الإريثروبويتين، وهو هرمون ينتج في الكلية والكبد يتحكم في عملية تكوين كريات الدم الحمراء.
- عند الأشخاص الذين يخضعون للمعالجة الكيميائية.

### مظهرها وطرائق تعدادها

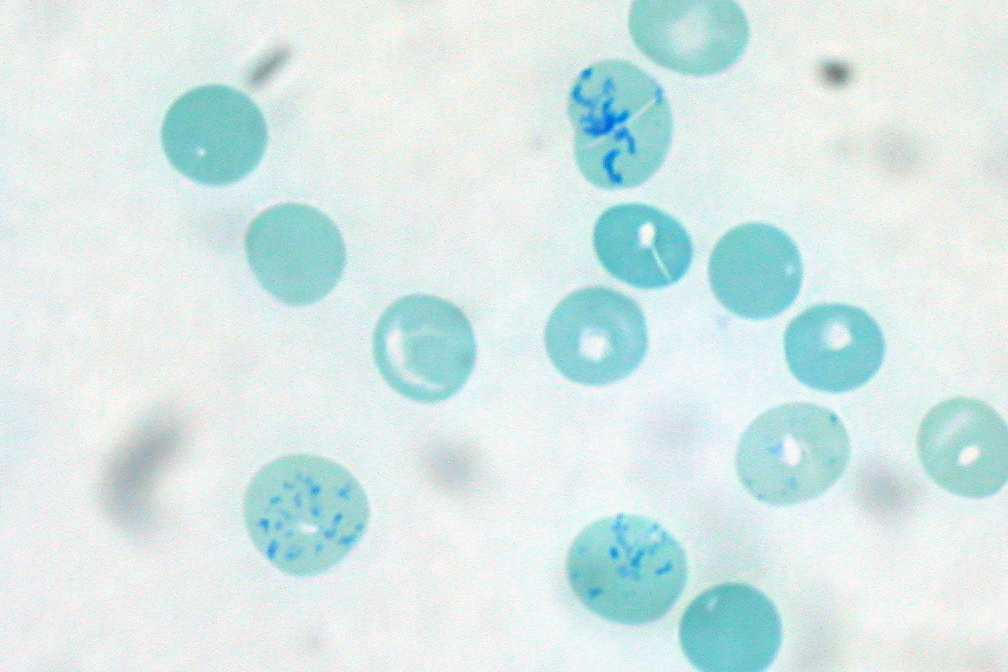
لطاخة دموية لمريض مصاب بفقر دم إنحلالي نشاهد فيها الخلايا الشبكية متلونة بلون أزرق غامق والكريات الحمر بلون أزرق فاتح

تبدو الكريات الشبكية بلون مائل أكثر للزرقة مقارنة بخليفتها التي هي كرية الدم الحمراء وذلك عند تلوينها بصباغ رومانوفسكي. وهي ذات حجم أكبر نسبياً.
كانت تقاس نسبتها في العينات الدموية من خلال عملية تعداد يدوية تحت المجهر ولكن نشأت أساليب أكثر تطوراً ودقة يستخدم فيها معدادات آلية حساسةٌ ضوئياً لصباغات مفلورة تكشف عن الحمض النووي الريبوزي (الرنا) والحمض النووي الريبوزي منقوص الأكسجين (الدنا)، ويمكن تمييزها عن باقي الخلايا الدموية عبر محتواها من المركبين السابقين.

### حسابات نسب الخلايا الشبكية
يحسب مؤشر إنتاج الخلايا الشبكية عند الحاجة لتشخيص وتقييم الحالات المرضيّة وفق الصيغ التالية:
نسبة الخلايا الشبكية (% )= (عدد الخلايا الشبكية \ عدد خلايا الدم الحمراء) * 100
ثم نضرب الناتج بنسبة التصحيح التي تحسب بالشكل التالي:
نسبة التصحيح = نسبة الشبكيات (%) * (الهيماتوكريت عند المفحوص \ الهيماتوكريت عند الشخص الطبيعي)

## التكوين والتمايز
إن الخلايا الشبكية هي الناتج ما قبل الأخير في عملية تكون الكريات الحمر. حيث تتخلص خلال عملية التمايز من نواتها والمتقدرات وعضيات أخرى بالإضافة لخضوعها للعديد من التغيرات البنيوية وإعادة الهيكلة لتتماشى مع وظيفتها النهائية في نقل الأكسجين من الرئتين إلى النسج خلال الدوران في الدم.

## مقالات ذات صلة
- فقر الدم
- تكون الكريات الحمر
- إحمرار الدم (كثرة كريات الدم الحمر)
- كثرة الشبكيات